# Probudím se na Šibuji
Probudím se na Šibuji je románová prvotina české spisovatelky a japanoložky Anny Cimy, vydána v roce 2018 nakladatelstvím Paseka.

## Pozadí vzniku
Anna Cima knihu rozpracovala během studia japanologie na Filozofické fakultě Univerzity Karlovy, kde magisterský stupeň ukončila v roce 2016.
Dílo bylo pro své realistické popisy prostředí často označováno za univerzitní román, reflektující život českých vysokoškolských studentů. V knize se ovšem prolnulo několik žánrů, snové motivy i realita. Dílo bylo vystavěno svébytným vypravěčským stylem se snovou zápletkou. Objevily se v něm motivy rozpolcení, konkrétně mezi životem v Čechách a v Japonsku. Děj byl částečně inspirován autorčiným životem, nejednalo se však o autobiografické dílo, jako spíš o příklad magického realismu, typického zejména pro japonskou literaturu.

## Charakteristika
Hlavní hrdinkou díla je česká studentka japanologie Jana Kupková, která pátrá po tajemstvích japonského spisovatele. Děj se odehrává zčásti v Praze a zčásti v Japonsku, přičemž je vystavěn na reáliích japonské společnosti i charakteristikách japonské kultury. Román se zabývá otázkami odlišnosti rasy a problematikou zapojení se do běžného života cizí kultury. Text je psán v ich-formě a je doplněn ilustracemi, na jejich tvorbě se podílela jak sama autorka, tak její manžel Igor Cima. Jazyk díla je nespisovný, když obsahoval obecnou češtinu a intertexty v podobě překladu díla japonského autora.
Román je rozdělen na deset částí a prolínají se v něm tři dějové linie. První z nich vypráví příběh Jany Kupkové, která obdivuje vše japonské. V sedmnácti letech se jí poštěstí Zemi vycházejícího slunce navštívit a přeje si, aby ji už nikdy nemusela opustit. Zde začíná druhá dějová linka, když část jejího já zůstává v Japonsku, tokijské čtvrti Šibuja, jako zhmotnělá myšlenka. Ta nevyžaduje lidské potřeby typu spaní, příjmu potravy, pro lidi je neviditelná a zůstává uvězněna v hranicích Šibuji. První dějová linie, reálná Jana, se ovšem do rodné země vrátí a během návštěvy knihovny objeví dílo japonského spisovatele Kawašity, které se rozhodne přeložit. Zájmem o zapomenutého japonského spisovatele nakazí i zkušenějšího doktoranda na japanologii Klímu, s nímž vytvoří dvojici odkrývající spisovatelův životní osud. Postupně jsou do děje zasazovány pasáže překladů. Právě to je třetí a poslední rovina příběhu, včetně objevů o životě Kawašity.
Všechny tři linie se s plynoucím dějem propojují. Vzájemnou náklonnost zapálené dvojice do spisovatelova osudu přeruší Klímův odjezd na Wasedu, po zisku dvouletého stipendia. Na Šibuji Klíma potkává sedm let uvízlou myšlenku Jany, když ji jako jediný dokáže vidět, a uvěří nadpřirozenému vysvětlení rozdělení Janiny osobnosti. Pro spojení se svou nositelkou, snad Jana musí dokončit překlad a přijet na Šibuju. K tomu potřebuje na fakultě předložit výjimečný projekt, který by jí zajistil stipendium. Klíma a snové alterego Jany se, po značných peripetiích, setkávají s Kawašitovou vdovou, která v ní vidí zesnulou manželovu milenku Kijoko. Přestože vdova měla nepublikované dílo svého muže spálit, předává Klímovi jeho nevydaný román. Objevená literární bomba je tím, co by mělo skutečné Janě zajistit stipendijní pobyt v Japonsku.

### Osud Kijomarua Kawašity
Kijomaru Kawašita, vlastním jménem Satoši Ueda (16. srpna 1902, Kawagoe, prefektura Saitama – 18. března 1938 tamtéž) byl japonský spisovatel a esejista. Jeho otec Jasutake Kawašita přivedl v roce 1912 do jiného stavu o 27 let mladší neteř Kijoko (1893–1918). Z Japonska musel odjet a stal se londýnským korespondentem deníku Jomiuri Šinbun. Kijoko byla s matkou vyloučena z rodiny a obě odsunuty do městské periferie. Jasutake zemřel v zahraničí roce 1915 a Kijoko 18. března 1918, když za nejasných okolností spadla s bratrancem Kijomarem do rozbouřené řeky Irumy.
Část recenzentů interpretovala Kawašitovu nejvýznamnější povídku Milenci jako vyrovnání se s tragédií a vztahem ke Kijoko, ledově krásnou hlavní postavou díla. Povídku Tíseň vydal v roce 1922 v časopise Město. Zážitky z mohutného zemětřesení vepsal do eseje Otřesené vzpomínky z roku 1934. V ní uvedl tři tragické události života, požár v Kawagoe, který jej zdravotně poznamenal, smrt Kijoko a velké zemětřesení v Kantó. Od roku 1925 žil na Aojamě. V následujících letech prožil nejplodnější období, když vydal povídku Hedvábí, po peripetiích i Milence v časopise neosensualistů Čas literatury, dále pak povídky Rozdvojení, Přivítání, Puklý šálek na sake a Prošlapanou rohož (1924–1926). Následně měl pracovat na románu Překročit řeku, který ale již nevyšel. V červnu 1936 se, podle přátel zcela nečekaně, oženil se Sačiko Kitamurovou (1920–2017), která byla o osmnáct let mladší. Na dvacáté výročí smrti Kijoko, 18. března 1938, spáchal sebevraždu. Daný večer přicestoval do Kawagoe vlakem z Tokia a další ráno jeho tělo objevili v řece Irumě. Jeho manželka uvedla, že Kawašitovu pozůstalost zničila.

## Audiokniha
Román byl vydán také ve formě audioknihy, kterou namluvila Anna Kameníková. Audioverze románu získala v roce 2019 ocenění Audiokniha roku v kategorii Nejlepší interpretka.

## Ocenění
- 2019: Magnesia Litera pro objev roku[1]
- 2019: Česká kniha[1]
- 2019: Cena Jiřího Ortena[1]